# STS-8
STS-8 — космічний політ БТКК «Челленджер» за програмою «Спейс Шаттл». Запуск відбувся 30 серпня 1983 року, а приземлення 5 вересня. Під час місії на орбіту було виведено телекомунікаційний супутник INSAT-1B, протестовано канадський маніпулятор «Канадарм», вперше здійснено нічний старт та нічну посадку. Серед екіпажу був перший афроамериканець у космосі — Гайон Стюарт Блуфорд.

## Екіпаж

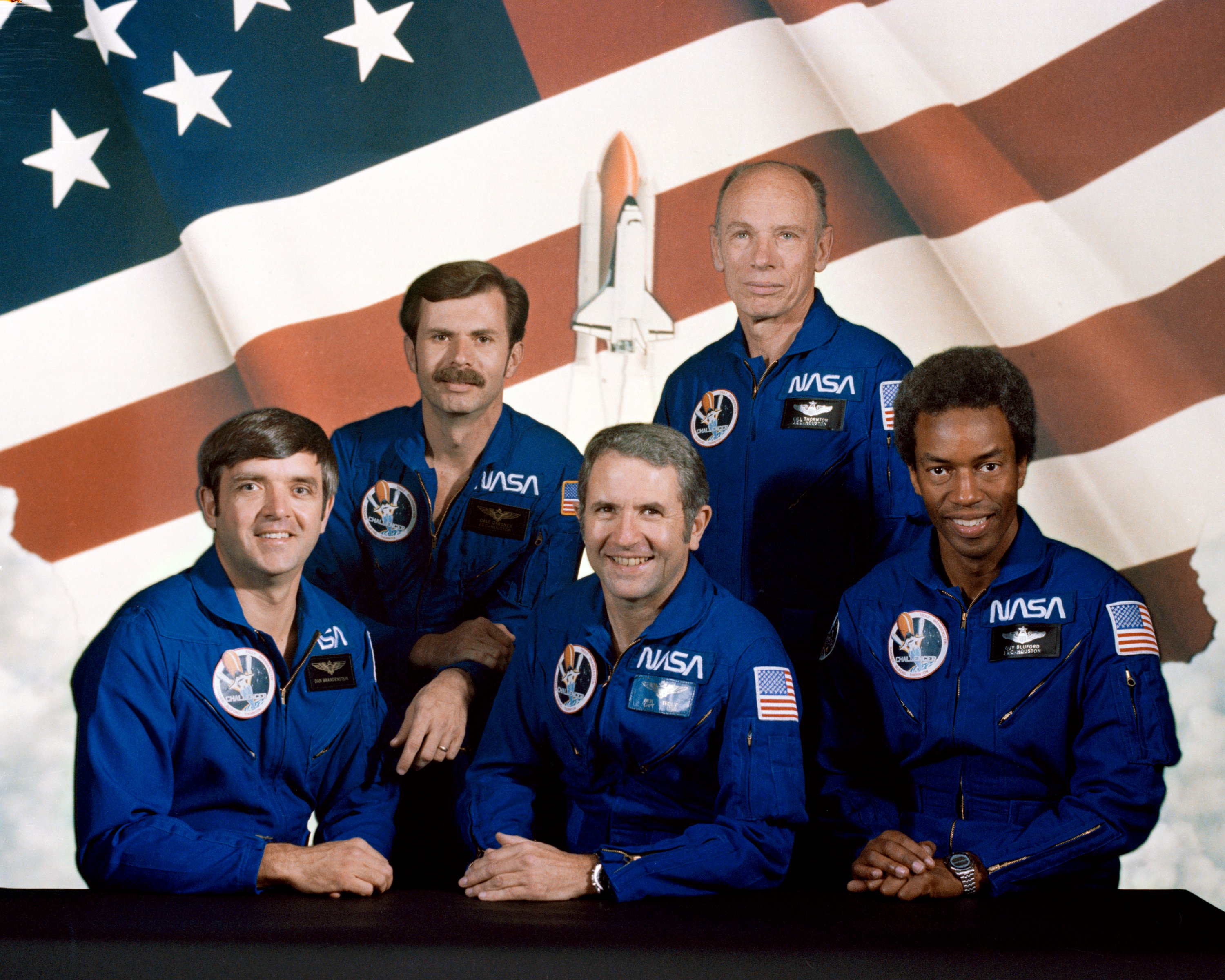
Екіпаж STS-8 зліва на право: Деніел Бранденстайн, Дейл Гарднер, Річард Трулі, Вільям Торнтон, Гайон Блуфорд

- Річард Трулі (англ. Richard H. Truly) (2) — командир;
- Деніел Бранденстайн (англ. Daniel Brandenstein) (1) — пілот;
- Дейл Гарднер (англ. Dale Allen Gardner)(1) — фахівець за програмою польоту;
- Гайон Стюарт Блуфорд (англ. Guion Bluford) (1) — фахівець за програмою польоту;
- Вільям Торнтон (англ. William E. Thornton) (1) — фахівець за програмою польоту;

## План польоту і доставлений вантаж
План польоту STS-8 від квітня 1982 року намічав його на липень 1983 року. Очікувалося, що триденна місія з чотирма членами екіпажу виведе на орбіту «INSAT-1-B», індійський супутник, і «TDRS-В», супутник зв'язку НАСА. Проте, через проблеми з «Інерційним Розгінним Блоком» або «IUS», який використовувався для розгортання «TDRS-A» в місії STS-6, було оголошено, в травні 1983, що TDRS не буде піднятий. Він був замінений на льотні випробування. Після доопрацювання «IUS», «TDRS-B» був врешті знову запланований для STS-51-L місії, і загинув разом з Шаттл Челленджер і його екіпажем, коли запуск не вдався в січні 1986 року.
Основним корисним вантажем STS-8 був «INSAT-1B». Це був другий в серії багатоцільових супутників для зв'язку і прогнозування погоди, які експлуатуватимуться в «Індійській організації космічних досліджень» або «ISRO». Перший, «INSAT-1A», був запущений ракетою-носієм «Delta» у квітні 1982, але був вимкнений незабаром після цього через відмову бортової системи управління. Супутник був піднятий в задній частині вантажного відсіку шатлу і був переведений на геостаціонарну перехідну орбіту модулем підтримки корисного навантаження або «PAM-D», невеликим твердопаливним верхнім ступенем, після його звільнення з орбітального апарата. Супутник, з його верхнім ступенем, мав масу в цілому 3377 кг, з рамою — ще 1102 кг, і коштував близько $ 50 мільйонів.
Іншими вантажами були:
- «Payload Flight Test Article» або «PFTA». Це була алюмінієва конструкція, що нагадувала два колеса з шестиметровою центральною віссю, з повною масою 3855 кг. PFTA була потрібна, щоб допомогти астронавтам набути досвіду у використанні системи «Канадарм». Вона зберігалася в середній частині вантажного відсіку.
- Піддон «Development Flight Instrumentation» або «DFI» у передньому вантажному відсіку. Піддон не був оснащений приладами, але був використаний для проведення двох експериментів. Перший вивчав взаємодію навколишнього атомарного кисню з конструкційними матеріалами орбітального апарата і корисного навантаження, а другий протестував продуктивність теплової трубки, призначеної для використання в системі тепловідведення  майбутнього корабля.
- Чотири каністри Getaway Special для 4-х експериментів. Один вивчав вплив космічних променів на електронне устаткування. Другий вивчав вплив газового середовища навколо орбітального апарата шляхом вимірювання поглинання ультрафіолету, як попередник ультрафіолетового обладнання  для «Спейслеб 2». Третій, спонсором якого була японська газета  «Асагі Шимбун», намагався використовувати водяну пару в двох резервуарах для створення кристалів снігу. Це було друга спроба після невдалого експерименту під час STS-6, коли вода в баках промерзла. Четвертий був схожий на експеримент на STS-3, і вивчав рівні навколишнього атомарного кисню шляхом вимірювання швидкості, при якій проходили окисно-відновні реакції невеликих підкладок вуглецю і осмію.

Ряд інших експериментів були виконані всередині орбітального житлового відділення. Серед них був Апарат для електрофорезу безперервних потоків  (Continuous Flow Electrophoresis System), який використовувався вже в четвертому польоті. Це розділення розчинів біологічних матеріалів шляхом пропускання електричного поля через них; експеримент спрямований на підтримку досліджень в області лікування діабету. Також проводився експеримент за студентським проектом  з використання методів біологічного зворотного зв'язку, щоб спробувати визначити, чи вони працюють в умовах мікрогравітації.
Орбітальний апарат, крім того, мав на борту обладнання для забезпечення зашифрованих передач, які будуть протестовані для використання в майбутніх місіях.

## Параметри місії

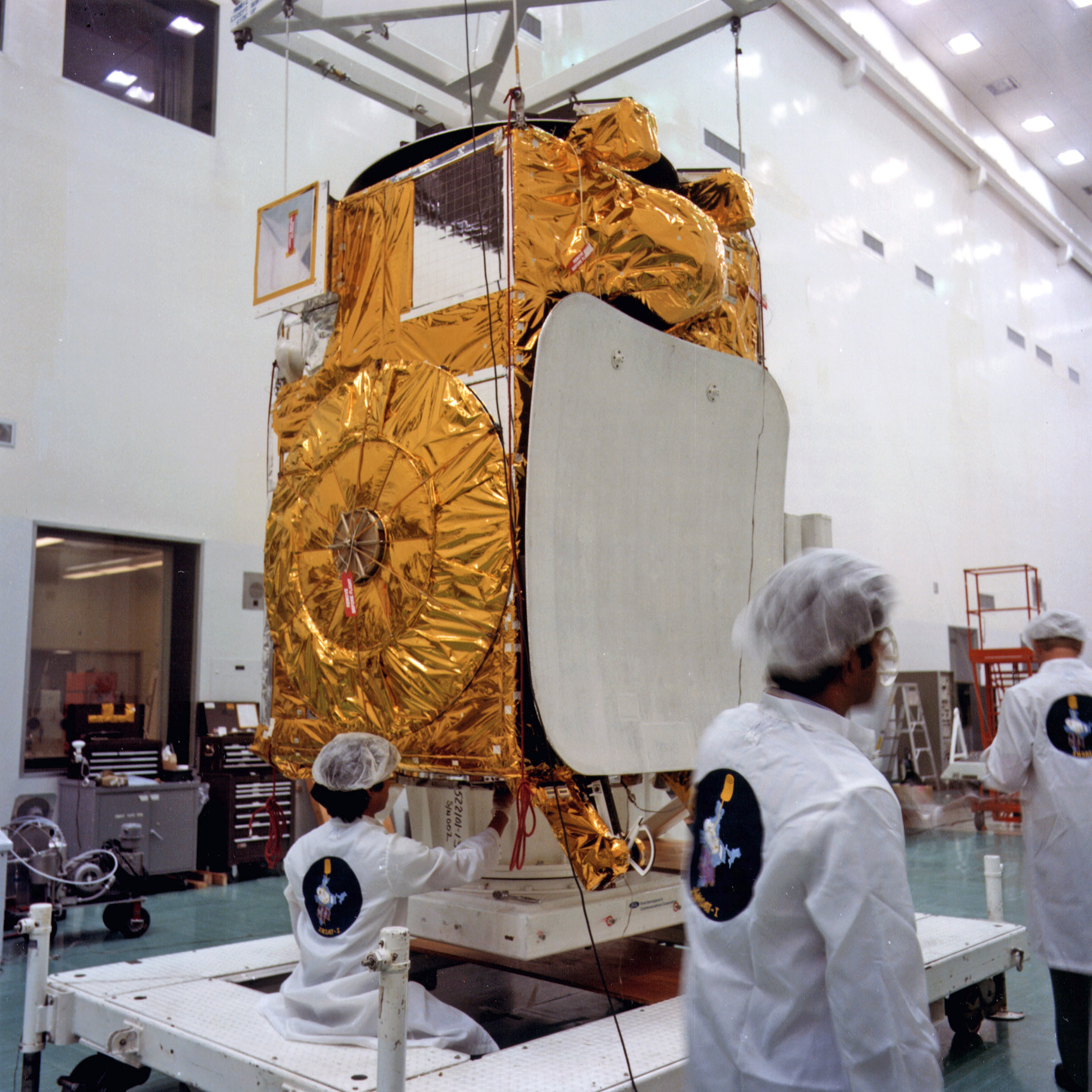
Супутник «Insat-1B»

- Маса:
  - під час зльоту: 110,105 кг
  - під час посадки: 92,506 кг
  - корисне навантаження: 13,642 кг
- Перигей: 306 км
- Апогей: 313 км
- Нахил орбіти: 28,5°
- Період: 90.7 хв